# Jamie Leweling
Jamie Leweling (* 26. Februar 2001 in Nürnberg) ist ein deutscher Fußballspieler. Der Mittelfeldspieler steht beim VfB Stuttgart unter Vertrag und gab im Oktober 2024 sein Nationalmannschaftsdebüt.

## Karriere

### Verein
Der gebürtige Nürnberger Leweling wuchs im mittelfränkischen Schnaittach auf und begann beim örtlichen 1. FC Schnaittach mit dem Fußballspielen. In der Folge gelangte er über den 1. SC Feucht zum 1. FC Nürnberg, wo er im Anschluss fünf Jahre lang weiter ausgebildet wurde.
Im Sommer 2017 wechselte der Offensivspieler zum Konkurrenten SpVgg Greuther Fürth, für den er am 1. Spieltag der Zweitligasaison 2019/20 bei der 0:2-Heimniederlage gegen den FC Erzgebirge Aue unter Cheftrainer Stefan Leitl im Herrenbereich debütierte. Beim Kleeblatt erhielt Leweling im September 2019 einen bis Juni 2022 gültigen Profivertrag. Am 7. Dezember 2019 erzielte er im Spiel gegen den VfL Bochum sein erstes Tor in der 2. Bundesliga. Insgesamt kam er in der Saison 2019/20 auf 22 Einsätze, davon 7 in der Startelf, wobei er 3 Tore erzielte und eines vorbereitete. In einem Interview bezeichnete er die Anzahl an Einsätzen als „für meine erste Saison bei den Pros richtig gut“. Nach dem Aufstieg in die Bundesliga verlängerte er im Sommer 2021 seinen Vertrag bei Fürth bis 2024. Am 16. August 2021 erzielte er kurz vor Spielende sein erstes Bundesligator für SpVgg Greuther Fürth im Stuttgarter Stadion.
Zur Saison 2022/23 wechselte Leweling zum 1. FC Union Berlin und spielte dort auch in der Europa League. Zur Saison 2023/24 wechselte er auf Leihbasis zum VfB Stuttgart. Sein erstes Tor für den VfB schoss er am 28. Januar 2024 gegen RB Leipzig und trug durch seine gute Leistungen, einige Tore und Vorlagen wesentlich zur erfolgreichen Saison der Schwaben bei. Im Mai 2024 wurde Leweling vom VfB fest verpflichtet.

### Nationalmannschaft
In einem Testspiel der U19-Junioren gegen Portugal wurde der Mittelfeldspieler am 13. November 2019 erstmals in einer DFB-Auswahl eingesetzt. Nach zwei weiteren Einsätzen für die U19 debütierte er in einem Testspiel am 3. September 2020 bei der 1:2-Niederlage gegen Dänemarks U19 für die U20-Junioren, spielte 90 Minuten durch und erzielte sogleich sein erstes Tor für eine Mannschaft des DFB. Zwei weitere Einsätze für die U20 folgten.
Nationaltrainer Julian Nagelsmann nominierte Leweling am 4. Oktober 2024 für den Kader der A-Nationalmannschaft für die Nations-League-Gruppenspiele gegen Bosnien-Herzegowina und gegen die Niederlande. Am 14. Oktober gab er in der Allianz-Arena in München gegen die Niederlande mit seinem Startelfeinsatz sein Debüt, erzielte mit dem 1:0-Siegtreffer in der 63. Minute sein erstes Tor für die DFB-Elf und wurde zum „Man of the Match“ gewählt.

## Titel
- Deutscher Pokalsieger: 2025 (VfB Stuttgart)

## Persönliches
Lewelings Vater ist Ghanaer, seine Mutter Deutsche. Während seiner Schulzeit erlangte er die Mittlere Reife.